# Олісово (Краснопрудська волость)
Олісово (рос. Олисово) — присілок в Псковському районі Псковської області Російської Федерації.
Населення становить 28 осіб. Входить до складу муніципального утворення Краснопрудська волость.

## Історія
Від 2015 року входить до складу муніципального утворення Краснопрудська волость.

## Населення
| 2001 | 2002 | 2010 |
| ---- | ---- | ---- |
| 22   | ↘18  | ↗28  |